# 利瓦達 (薩圖馬雷縣)
利瓦達是羅馬尼亞的城鎮，位於該國西北部，距離首府薩圖馬雷19公里，由薩圖馬雷縣負責管轄，面積116.13平方公里，海拔高度130米，2009年人口7,054，居民主要信奉東正教。
47°52′N 23°8′E / 47.867°N 23.133°E